# 디 앤서
디 앤서(The Answer)는 북아일랜드의 록 밴드이다.